# Christoph Höhne
Christoph Höhne (ur. 12 lutego 1941 w Borsdorf) – wschodnioniemiecki lekkoatleta chodziarz, mistrz olimpijski.

## Życiorys
Specjalizował się w chodzie na 50 kilometrów i w nim odnosił międzynarodowe sukcesy. Zajął 4. miejsce w tej konkurencji na mistrzostwach Europy w 1962 w Belgradzie oraz 6. miejsce na igrzyskach olimpijskich w 1964 w Tokio (na tych igrzyskach startował we wspólnej reprezentacji Niemiec.
Zdobył złoty medal w chodzie na 50 kilometrów na igrzyskach olimpijskich w 1968 w Meksyku z dziesięciominutową przewagą nad następnym zawodnikiem Antalem Kissem z Węgier (uzyskał czas 4:20:14). Powtórzył ten sukces na mistrzostwach Europy w 1969 w Atenach, wyprzedzając swego kolegę z reprezentacji NRD Petera Selzera i Wieniamina Sołdatienko ze Związku Radzieckiego. Na kolejnych mistrzostwach Europy w 1971 w Helsinkach zdobył srebrny medal, za Sołdatienko, a przed Selzerem.
Na igrzyskach olimpijskich w 1972 w Monachium zajął dopiero 14. miejsce w chodzie na 50 kilometrów. Mogło być to spowodowane zdenerwowaniem, ponieważ w przeddzień zawodów kierownictwo ekipy NRD otrzymało anonim, że Höhne zamierza uciec w czasie chodu do RFN.
Ponownie został złotym medalistą w chodzie na 50 kilometrów na mistrzostwach Europy w 1974 w Rzymie, przed Ottonem Barczem z ZSRR i Selzerem.
Wielokrotnie zdobywał medale mistrzostw NRD: 
- chód na 50 kilometrów[5]:
  - 1. miejsce indywidualnie: 1963–1965 i 1968–1971
  - 2. miejsce indywidualnie: 1962
  - 3. miejsce indywidualnie: 1973
  - 1. miejsce drużynowo (w zespole SC Dynamo Berlin): 1962, 1963 i 1965
- chód na 35 kilometrów[6]:
  - 1. miejsce indywidualnie: 1964 i 1965
  - 1. miejsce drużynowo (w zespole SC Dynamo Berlin): 1964
  - 2. miejsce drużynowo (w zespole SC Dynamo Berlin): 1965
- chód na 20 kilometrów[7]:
  - 1. miejsce drużynowo (w zespole SC Dynamo Berlin): 1960 i 1962
  - 2. miejsce drużynowo (w zespole SC Dynamo Berlin): 1963–1965

Po zakończeniu kariery został znanym fotografem sportowym.